# Miguel Loureiro
Miguel Loureiro Ameijenda (Cerceda, La Coruña, 21 de noviembre de 1996) es un futbolista español que juega como defensa en el R. C. Deportivo de La Coruña de la Segunda División de España.

## Trayectoria
Se formó en la cantera del Real Club Celta de Vigo, y tras acabar su etapa de juveniles firmó con el Pontevedra C. F. Debutó en Segunda B en la temporada 2015-16, disputando 8 partidos. En la siguiente temporada, la 2016-17, se convirtió en titular indiscutible para el entrenador Luisito en la zaga gallega, sumando un total de 37 partidos disputados entre liga y play-off de ascenso.
En julio de 2017 abandonó Pontevedra y llegó con la carta de libertad al Córdoba C. F., firmando por tres temporadas, hasta 2020. Un año antes de acabar su contrato se marchó al F. C. Andorra.
Para la temporada 2021-22 regresó al fútbol gallego después de firmar por el Racing Club de Ferrol. Allí solo estuvo un año, ya que en agosto de 2022 se comprometió con el C. D. Lugo para los dos siguientes.
Tras el descenso del C. D. Lugo a Primera Federación, el 3 de julio de 2023 fue traspasado a la S. D. Huesca por dos temporadas ampliables a una tercera. En las dos primeras disputó 75 partidos y el 1 de agosto de 2025 se llegó a un acuerdo para su marcha al R. C. Deportivo de La Coruña.

## Clubes
| Club                         | País    | Año       | Partidos | Goles |
| ---------------------------- | ------- | --------- | -------- | ----- |
| Pontevedra C. F. "B"         | España  | 2015-2016 |          |       |
| Pontevedra F. C.             | España  | 2015-2017 | 49       | 0     |
| Córdoba C. F.                | España  | 2017-2019 | 39       | 0     |
| F. C. Andorra                | Andorra | 2019-2021 | 46       | 1     |
| Racing Club de Ferrol        | España  | 2021-2022 | 37       | 0     |
| C. D. Lugo                   | España  | 2022-2023 | 40       | 1     |
| S. D. Huesca                 | España  | 2023-2025 | 75       | 6     |
| R. C. Deportivo de La Coruña | España  | 2025-     |          |       |